# Eugène Harcourt
Eugène Harcourt oppure d'Harcourt (Parigi, 1861 – Locarno, 1918) è stato un compositore e direttore d'orchestra francese.

## Biografia
Figlio di Bruno Jean Marie d'Harcourt e di Juliette d'Andigne de la Chasse.
Da giovane ha studiato al Conservatorio di Parigi nel 1880 sotto la guida di Savard, di Durand, di Massenet e di Eugène Gigout.
Completò il suo servizio militare obbligatorio e su consiglio di Charles Lamoureux andò a Berlino, in Germania, dove divenne allievo di Woldemar Bargiel. Tornò a Parigi e promosse, fondò e diresse numerose società concertistiche parigine, tra le quali il Concerts Eclectiques Populaires nel 1892.
Sposò Armande de Pierre de Bernis il 23 luglio 1898 a Marsiglia, in Francia, con la quale ebbe un figlio: Bruno.
Nel 1900 organizzò una società per realizzare oratori nell'Église Saint-Eustache, a Parigi, e diresse Il Messia di Handel, il Requiem di Berlioz, la Passione di San Matteo di Bach e, per la prima volta, l'oratorio di Massenet La Terre Promise.
Nel 1904 fu inviato dal governo francese in missione musicale in vari paesi europei per osservare lo stato della musica contemporanea. Pubblicò dopo pochi anni le sue relazioni sullo stato musicale in Italia, in Francia, in Germania e in Austria.
Morì il 7 marzo 1918 a Locarno, in Svizzera.
Tra le sue opere principali, si ricordano l'opera Tasso, del 1903; tre sinfonie, musiche da camera, cori, balletti.
Tra le sue pubblicazioni, sono da annoverare: La Musique actuelle en Italie e la Musique actuelle en Allemagne et en Autriche-Hongrie.

## Opere principali
- Les deux Médailles, testi di Pierre d'Amor, 1915;
- En Avant !, testi di Paul Déroulède, 1915;
- 8 Mélodies..., 1890;
- Aubade à ma fiancée, per violino, viola, contrabbasso, oboe, clarinetti, corni, fagotti, arpa, trombe in Do, 1897;
- Ave Maria ! Je vous salue Marie !,  per organo e pianoforte, 1901;
- Credo français, testi di Guy de Téramond, 1916;
- Les Envolés !, testi di Vicomte de Borrelli, 1900;
- Epatant, per pianoforte, 1890;
- Laudate Dominum !, 1915;
- Les Magnins !, testi di Ch. Grandmougin, 1890;
- Mélodies éparses, per soprano e tenore, 1908;
- O Salutaris hostia, a 3 voci, per violino, violoncello, arpa, organo, 1901;
- Pater noster ! (Notre Père), per pianoforte, 1901;
- La Redoute !, per pianoforte, 1987;
- Souriante chose !, per pianoforte, 1908;
- Symphonie néo-classique, 1907;
- Le Tasse, opera in 4 atti, 1900;
- Valse de Turf-ballet, per violino, violoncello, viola, basso, 1891.